# Џеневив Тобин
Џеневив Тобин (енгл. Genevieve Tobin) је била америчка глумица, рођена 29. новембра 1899. године у Њујорку, а преминула 31. јула 1995. године у Пасадени.

## Филмографија
| Улоге Џеневив Тобин |                |               |       |          |
| Година              | Српски назив   | Изворни назив | Улога | Напомена |
| 1936.               | Окамењена шума |               |       |          |